# Тауріанова
Тауріанова (італ. Taurianova, сиц. Taurianova) — муніципалітет в Італії, у регіоні Калабрія,  метрополійне місто Реджо-Калабрія‎.
Тауріанова розташована на відстані близько 500 км на південний схід від Рима, 80 км на південний захід від Катандзаро, 45 км на північний схід від Реджо-Калабрії.
Населення — 15 674 особи (2014).
Щорічний фестиваль відбувається 8 вересня. Покровитель — Maria della Montagna.

## Демографія
Населення за роками:

Станом на 1 січня 2023 року в муніципалітеті офіційно проживало 705 іноземців з 31 країни, серед них 388 громадян країн Євросоюзу та 29 громадян України.

## Сусідні муніципалітети
- Читтанова
- Молокьо
- Оппідо-Мамертіна
- Рицциконі
- Терранова-Саппо-Мінуліо
- Вараподіо